# Vita 'e notte
Vita 'e notte è un album inciso da Tony Bruni nel 1971 con le orchestre dirette da Eduardo Alfieri e Tony Iglio.

## Tracce
Lato A
1. 'Na calunnia (Annona - Compostella - Di Domenico)
2. 'O bbene (R. Fiore - E. Alfieri)
3. Senza 'na lacrema (De Caro - Duyrat - G. e D. Giordano)
4. Madonna 'e cera (Annona - Compostella - Di Domenico)
5. 'Nnucente mia (Annona - Ricci - Esposito)
6. Vita 'e notte (Matassa - Langella)

Lato B
1. Sturnellata 'e carcerato (Ricci - Albano)
2. 8 dicembre 'a 'Mmaculata (Annona - Compostella - Di Domenico)
3. Lettere bruciate (Cirillo - Russo - Sbrescia)
4. Rosa 'e cancelle (Ricci - Albano)
5. Nun trasì dint' 'a chiesa (Colucci - Vairo)
6. Ll'ora 'e ll'ave Maria (Matassa - Tregua)